# Brian Clarke (Künstler)

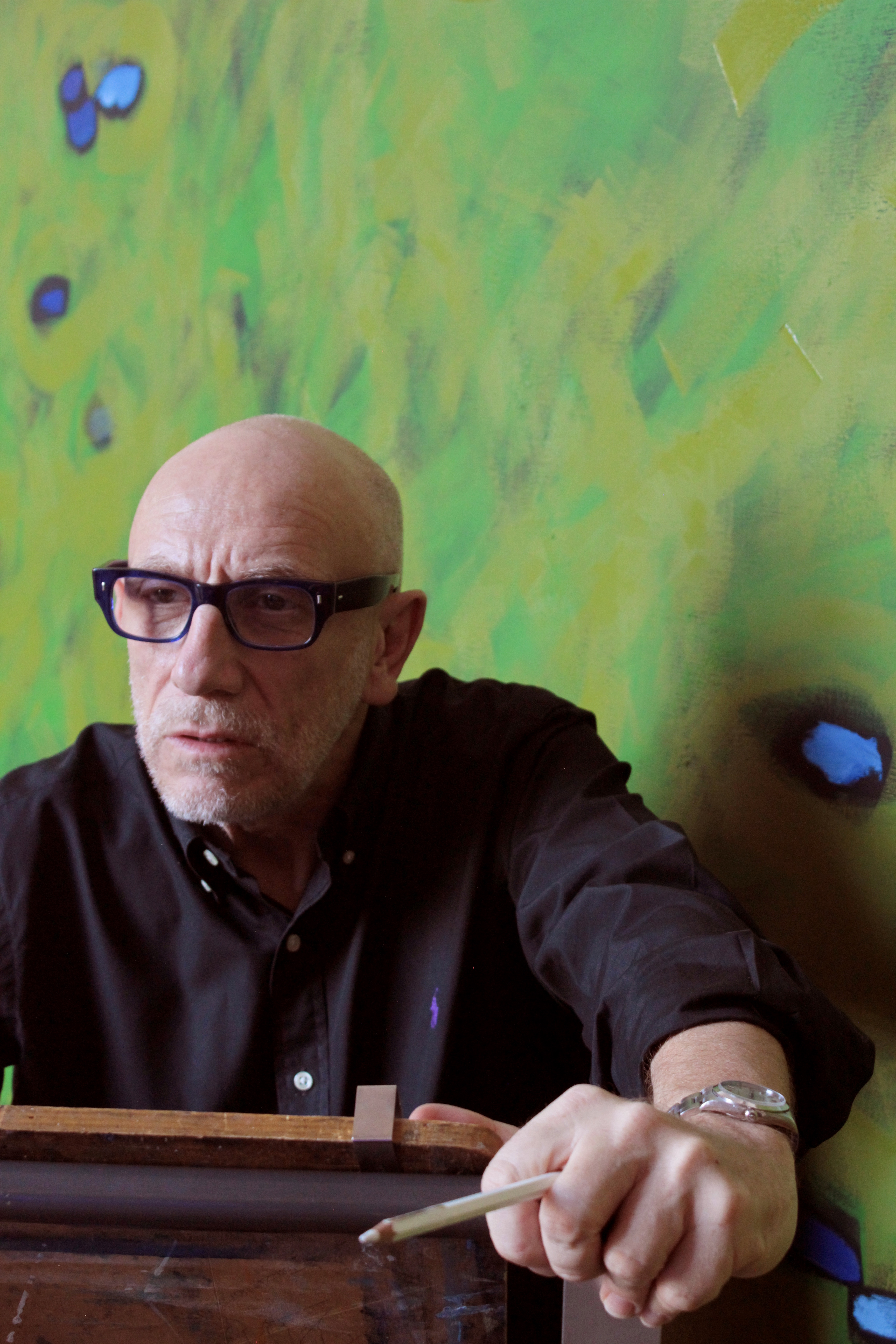
Brian Clarke, 2007

Sir Brian Clarke (* 2. Juli 1953 in Oldham, Lancashire, England; † 1. Juli 2025) war ein britischer Architekturkünstler, Maler und Grafiker. Er ist bekannt für seine großformatigen Glasmalerei- und Mosaikprojekte, abstrakten und symbolistischen Bilder und seine Zusammenarbeit mit bedeutenden Persönlichkeiten der modernen und zeitgenössischen Architektur.

## Leben
Brian Clarke wurde in Oldham, Lancashire, als Sohn von Edward Ord Clarke, einem Bergmann, und Lilian Clarke (geb. Whitehead), einem Baumwollspinner, geboren. 1965 besuchte Clarke die Oldham School of Arts and Crafts, nachdem er ein Jugendstipendium erhalten hatte. 1968 ging er zur Burnley School of Arts, bevor er 1970 an das North Devon College of Art and Design (Bideford Art School) ging. An diesem College erhielt er mit Auszeichnung ein Diplom für Kunst und Design. Ein Reisestipendium des britischen Winston Churchill Memorial Trust erlaubte ihm in der ersten Phase Studien in Rom, Frankreich und Deutschland, hier bei Johannes Schreiter. Der zweite Teil des Stipendiums ermöglichte ihm einen Aufenthalt in Los Angeles und in New York City. Clarke war bis zu seinem Tode einer der Treuhänder der Stiftung.
Clarke war Gastprofessor für Architektur am University College London. In Deutschland arbeitete er in München mit der Firma Mayer’sche Hofkunstanstalt zusammen.

## Ehrungen und Auszeichnungen
- Fellow ehrenhalber des Royal Institute of British Architects
- Fellow der Royal Society of Arts
- Ehrendoktor der University of Huddersfield
- Vorsitzender der Architecture Foundation
- Alleiniger Nachlassverwalter des Nachlasses von Francis Bacon

## Werke
- 1976: Glasmalerei für das Ostfenster der All Saints Church, Habergham, England.
- 1981: Gemälde und Glasmalerei für die Europazentrale der japanischen Firma Olympus in Hamburg.
- 1982: Glasmalerei und Tageslichtfenster im King Khalid International Airport, Riad, Saudi-Arabien.
- 1985: Autonomous Panel 3, Glas/Werke Langen, Langen.[3][4]
- 1987: Glasmalerei im tonnenförmigen Glasdach der Cavendish Arcade in Buxton (Derbyshire), England.[5]
- 1988: Glasmalerei, Yamanishi, Japan, Lake Sagami Country Club.
- 1988: Glasfenster und Thoraschrein, Darmstadt, Neue Synagoge.[6]
- 1989: Glasmalerei, Leeds, Viktoria Quarter.
- 1990: Glasmalerei, Tokyo, Japan, Cibreo Restaurant.
- 1994: Die Glasfenster der Synagoge der Jüdischen Kultusgemeinde Heidelberg
- 1994: Die Glasmalerei der Nordwand des EAM-Verwaltungsgebäudes in Kassel.[7][8]
- 1995: Glasfenster in der Zisterzienserabtei La Fille-Dieu in Romont, Kanton Freiburg, Schweiz.[9]
- 1998: Glasmalerei auf den Fenstern der katholischen Kirche Maria Königin in Obersalbach-Kurhof, Saarland.[10]
- 1998: Glaswand an der Rückwand des Jüdischen Gemeindezentrums in Offenbach am Main.
- 1998: Glasfenster der Synagoge der reformierten Gemeinde Chicago Sinai Congregation, Chicago, Illinois, USA.
- 1999: Stamford Cone vor dem Hauptbüro der UBS in den USA in Stamford (Connecticut), USA.
- 2000: Glaswand im Corning Museum of Glass, Corning (New York), USA.
- 2000: Glaswand im Al Faisaliyah Center, Riad, Saudi-Arabien (mit Norman Foster)
- 2001: Glaswand in der Hauptverwaltung der Pfizer Inc., Ecke 150 E 42nd Street und Second Avenue, Manhattan, New York City, USA.
- 2005: Gläsernes Dachgeschoss der Pyramide des Friedens und der Eintracht, Astana, Kasachstan.
- 2010: Glasfenster im Dom zu Linköping, Schweden.[11]

## Ausstellungen
- 1982: Brian Clarke - Serigraphien und Mosaik, Franz Mayer’sche Hofkunstanstalt, Munich.
- 1988: Brian Clarke: Malerei und Farbfenster 1977–1988, Hessisches Landesmuseum Darmstadt.[12]
- 1988: Die Architektur der Synagoge (mit Alfred Jacoby), Deutsches Architekturmuseum, Frankfurt.[13]
- 2011: Brian Clarke: À la vie, à la mort, Vitromusée Romont, Kanton Freiburg, Schweiz.[14][15]
- 2011: The Quick and the Dead: New Paintings by Brian Clarke. Gemeentemuseum (Kunstmuseum), Den Haag, Niederlande.
- 2015: Brian Clarke: Spitfires and Primroses, Pace Gallery, London.
- 2021: Brian Clarke: Vespers, Phillips, London.